# 리베란테
리베란테(Libelante)는 대한민국의 크로스오버 그룹이다. 김지훈, 진원, 노현우로 구성되어 있으며 2023년 JTBC의 음악 예능 프로그램 <팬텀싱어4> 출연 중 결성되었다. 결성 뒤 팬텀싱어4에서 최종 우승하여 제작사인 JTBC 스튜디오 잼과 계약을 체결하게 되었다. 이후 8월 8일 출시한 싱글 앨범 <Shine>으로 데뷔 싱글을 발매하였다. 리베란테라는 그룹명의 의미는 '자유'를 뜻하는 'Liberta' 와 '빛이 나는'을 뜻하는 'Brillante'의 합성어로 '어떤 음악 장르도 자유롭게 넘나들 수 있다'는 포부와 '서로를 반짝 빛나게 해주자' 하는 팀의 모토를 담은 것이다.

## 활동

### 2023년
- 6월 2일 - 팬텀싱어 시즌4 우승.
- 6월 5일 - 우승 기념 언론사 인터뷰.
- 6월 16일 - 첫 음악방송 스케줄. (JTBC K-909)
- 6월 24일 - 첫 공식 행사 스케줄. (투나잇 통영! 나이트 프린지)
- 6월 27일 ~ 7월 22일 - 라디오 출연 스케줄.
- 7월 14일 ~ 9월 10일 - 팬텀싱어 4 갈라콘서트 참여.
- 8월 5일 - JTBC 뉴스룸 인터뷰 출연.
- 8월 8일 - 첫번째 싱글 앨범 《Shine》 발매.
- 8월 11일 - 잼버리 K팝 슈퍼 라이브 (KBS2)
- 8월 14일 - 천안 K-컬처 박람회 〈K-POP 콘서트〉 참여.
- 8월 19일 - 첫 지상파 음악방송 출연. (MBC 쇼! 음악중심)
- 9월 9일 -  아는형님 400회 특집 출연
- 9월 23일 - 아트 포레스트 페스티벌 참여.

## 수상 목록

### 시상식
- 2023년 뉴시스 한류 엑스포 차세대 한류스타상
- 2024년 31주년 한터뮤직어워즈 2023 페이보릿 크로스오버 그룹상